# Dave Tippett
David G. „Dave“ Tippett (* 25. August 1961 in Moosomin, Saskatchewan) ist ein ehemaliger kanadischer Eishockeyspieler (Linksaußen) und derzeitiger -trainer, der von 1983 bis 1994 für die Hartford Whalers, Washington Capitals, Pittsburgh Penguins und Philadelphia Flyers in der National Hockey League spielte. Nach dem Ende seiner aktiven Karriere fungierte er als Cheftrainer der Dallas Stars (2002–2009), der Phoenix/Arizona Coyotes (2009–2017) sowie von Mai 2019 bis Februar 2022 der Edmonton Oilers.

## Karriere
Tippett spielte während seiner Juniorenzeit für die Prince Albert Raiders in der Saskatchewan Junior Hockey League zusammen mit James Patrick. 1981 gewann das Team die Manitoba Centennial Trophy und er wurde als Topscorer ins All-Star-Team des Finalturniers gewählt. In der nächsten Saison wechselte er zum Team der University of North Dakota, das in der Western Collegiate Hockey Association spielte. Hier gelang es ihm den NCAA Titel aller amerikanischen Colleges und Universitäten zu gewinnen.
Die Saison 1983/84 verbrachte er als Kapitän mit der kanadischen Eishockeynationalmannschaft und bereitete sich auf die Olympischen Winterspiele 1984 vor. Das Team verpasste jedoch mit Platz 4 in Sarajevo die Bronzemedaille.
Sofort nach der Olympiade wechselte er zu den Hartford Whalers und gab noch in der Saison 1983/84 sein NHL-Debüt. In der NHL fasste er schnell Fuß und erkämpfte sich als defensiv orientierter Stürmer einen Stammplatz. Weitere sechs Jahre blieb er in Hartford, bevor er zur Saison 1990/91 zu den Washington Capitals wechselte. In die Zeit der beiden Spielzeiten bei den Capitals fällt mit dem Gewinn der Silbermedaille bei den Olympischen Spielen 1992 in Albertville sein größter Erfolg.
Danach spielte er noch je eine Saison für die Pittsburgh Penguins und Philadelphia Flyers, bevor er sich 1994 den Houston Aeros in der IHL anschloss.
Nach einem Jahr als Spieler in Houston übernahm er die Stelle als Assistenztrainer, doch schon im Laufe der Saison wurde er zum Cheftrainer befördert.
Zur Saison 1999/2000 wechselte er zu den Los Angeles Kings als Assistent von Dave Taylor. Nachdem er dort drei Jahre Erfahrung gesammelt hatte, verpflichteten die Dallas Stars ihn ab der Saison 2002/03 als Cheftrainer. Zur Saison 2009/10 übernahm Tippett die Position an der Bande bei den Phoenix Coyotes. Nach Abschluss seiner Debütsaison in Phoenix wurde er mit dem Jack Adams Award als Trainer des Jahres ausgezeichnet, da die Mannschaft mit 50 Siegen und 107 Punkten neue Franchiserekorde aufgestellt hatte und erstmals seit 2002 wieder in den Playoffs vertreten war.
Im September 2016 fungierte er als Co-Trainer des Team Nordamerika beim World Cup of Hockey 2016, einer Auswahl von U23-Spielern aus Kanada und den USA.
Nach fünf Jahren ohne Playoff-Teilnahme trennten sich die Coyotes nach der Saison 2016/17 von Tippett. Er hatte das Team acht Jahre lang betreut und war zu diesem Zeitpunkt der Trainer mit der zweitlängsten Amtszeit in der NHL (nach Joel Quenneville).
Im Juni 2018 wurde Tippett als Berater des neuen NHL-Teams in Seattle engagiert, das im Juli 2020 den Namen Seattle Kraken erhielt. Von dort warben ihn jedoch die Edmonton Oilers als Cheftrainer ab, bei denen er im Mai 2019 die Nachfolge von Ken Hitchcock antrat. Im Februar 2022 wurde er jedoch in Edmonton entlassen und durch Jay Woodcroft ersetzt.

## Sportliche Erfolge
- Manitoba Centennial Trophy: 1981
- NCAA Championship: 1982
- Olympische Silbermedaille: 1992
- Turner Cup (IHL): 1999 als Trainer

### Persönliche Auszeichnungen
- WCHA Second All-Star Team: 1983
- Commissioner’s Trophy: 1999
- Jack Adams Award: 2010